# 辽阳专区
辽阳专区，中华人民共和国辽宁省已撤销的专区，在今辽宁省南部。1955年置，专员公署驻辽阳市。辖原由辽宁省直辖的辽阳、辽中、新民、新金、复县、海城、台安、营口、盖平、盘山10县。
1956年，由沈阳市郊区析设沈阳县。
1958年，撤销辽阳专区，将沈阳、辽中、新民、台安4县划归沈阳市；海城县划归鞍山市；营口、盖平、盘山3县划归营口市；复县、新金2县划归旅大市；撤销辽阳县，并入辽阳市。